# Schenckiella
Schenckiella är ett släkte av svampar. Schenckiella ingår i familjen Saccardiaceae, klassen Dothideomycetes, divisionen sporsäcksvampar och riket svampar.
|              | Johansonia                                 |
|              |                                            |
|              | Vonarxella                                 |
|              |                                            |
| Schenckiella | \| \| Schenckiella marcgraviae \| \| \| \| |
|              | \| \| Schenckiella marcgraviae \| \| \| \| |
|              | Saccardia                                  |
|              |                                            |
|              | Dictyonella                                |
|              |                                            |
|              | Angatia                                    |
|              |                                            |
|              | Pseudodiscus                               |
|              |                                            |
|              | Cyanodiscus                                |
|              |                                            |
|              | Epibelonium                                |
|              |                                            |
|              | Ascolectus                                 |
|              |                                            |
|              | Rivilata                                   |
|              |                                            |
|              | Schenckiella marcgraviae                   |
|              |                                            |

|  | Schenckiella marcgraviae |
|  |                          |